# 하위문화

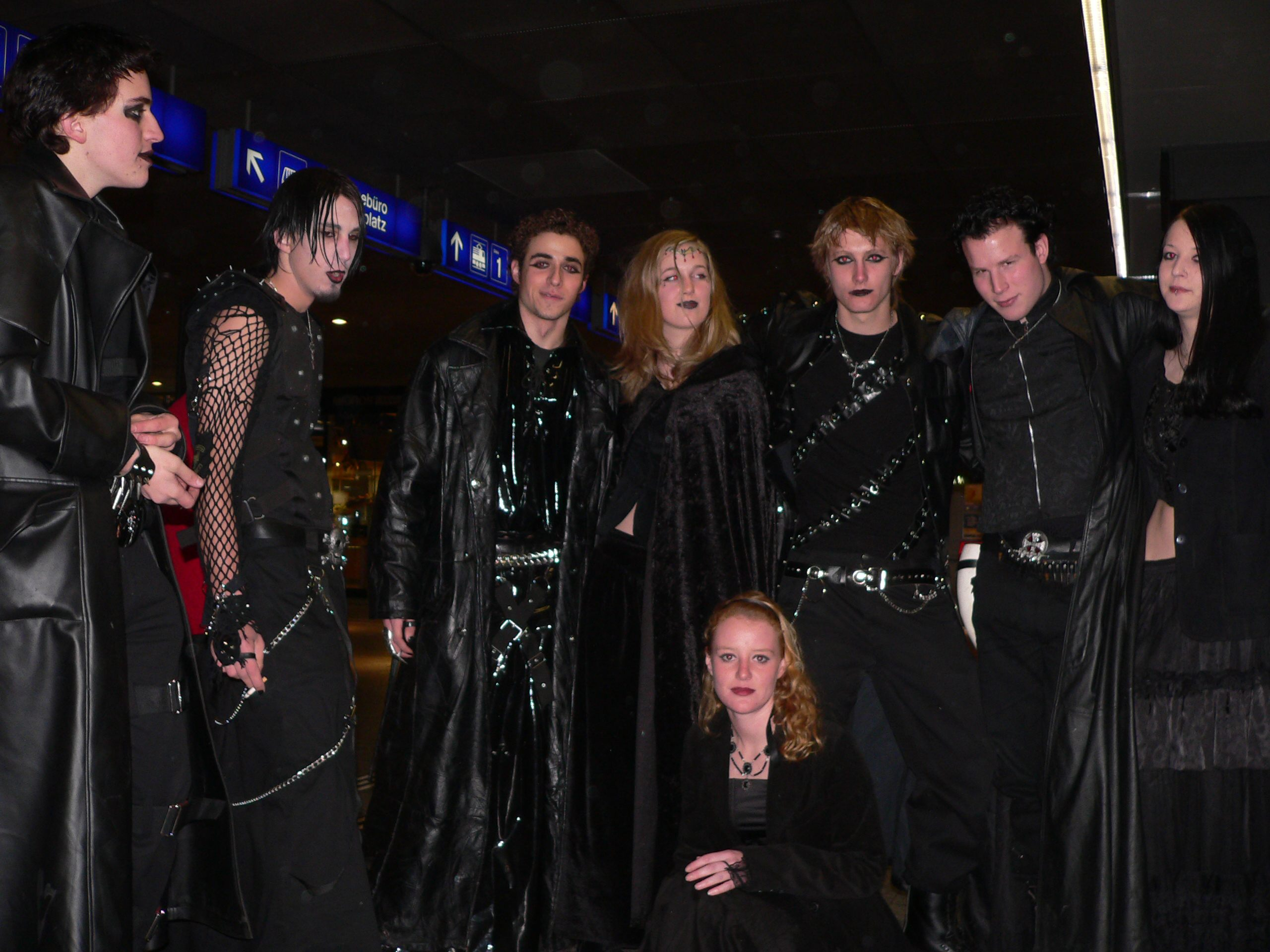

하위문화(下位文化) 또는 서브컬처(영어: subculture)는 한 사회에서 정통적・전통적인 위상을 지닌 문화에 대해, 그 사회 내부에서 독자적 특질과 정체성을 보여주는 소집단의 문화를 가리킨다. 그 예로는 도시문화, 청소년 문화 등이 있다. 지배적인 문화나 체제를 부정하고 적대시하는 하위문화는 반문화(대항문화)라고 불리기도 한다.

## 용례
문맥상으로 주로 다음과 같은 용법이 있다.
1. 사회의 지배적 문화로부터 일탈한 문화 양태, 언어, 종교, 가치관 등을 포함하고, 사회학 분야에서 주류 문화와의 상대 개념으로 이용된다.
2. 회화나 순문학, 클래식 음악 등의 하이 컬처에 대하여, 주로 소수파에 속하고 취미성이 강한 문화를 가리킨다.
3. 만화, 애니메이션, 컴퓨터 게임, 특촬물, 피규어 등 일본에서 본격적으로 발달한 오타쿠 문화를 가리키기도 한다.

1항이 원래의 의미로, 경제 성장과 도시화, 그에 따른 대중문화 저변의 확산 등으로 인해 2나 3항에 해당하는 의미로 사용되는 경우가 늘어났다. 어느 경우에도 '기성문화에 대비되는 2차적인 측면'이라는 함축적인 뜻이 있다. 한자어로 '하위문화'라는 번역이 통용되는 것도 이런 이유에서인 것으로 보인다. 또, 미대생이나 아티스트 지망생이, 자신들이 만들어낸 작품이나 문화를, 상업성에 기반한 기존의 문화와 구별하려는 뜻에서, 컬처럴 스터디스(cultural studies)적인 의미를 담아서 하위문화라고 부르는 경우도 있다.

## 어원
용어의 기원은 1950년에 사회학자 데이비드 리스먼이 사용한 것이 최초이다. 의미는 '주류문화에 반하는 개인의 모임'이었다. '서브'(sub)란 사회적 주류 문화와 가치관으로부터 일탈한, 인종적으로 소외된 그룹이나 스트리트 칠드런(street children)등의 하위집단이란 의미로, 미디어 문화 이외의 가치관과 행동양식, 언어 등, 원래의 '문화(컬처)'에 대응하는 의미에서 서브'컬처'라는 이름이 붙게 되었다.

## 예시
오랫동안 라틴아메리카 지역의 빈민지역들을 연구하고 많은 저작들을 남긴 인류학자 오스카 루이스(Oscar Lewis 1978)가 제시한 개념인 ‘빈곤의 문화’도 사실은 ‘빈민들의 하위문화’를 가리키고 있는 것이었다. 그에 의하면 빈민촌에서는 사회의 다른 부분에서와는 상이한 특유의 생활양식이 있다는 것이며, 루이스는 그의 학문적인 생애를 통해 이런 빈민들 사회에서 나타나는 하위문화를 기술하고, 분석하며, 해석해 내려고 노력하였다.
우리의 전통사회에서도 양반들의 생활양식으로는 손으로 하는 일에는 관심을 쏟지 말 것이며, 특히 남자들의 경우 오직 글을 읽어 벼슬하는 데에만 몰두할 것이 요구된 ‘양반문화’도 ‘상민문화’와는 뚜렷한 차이가 있었다. 그럼에도 불구하고 양자는 모두 역시 한국문화의 테두리 속에서 존재하였고, 이것은 중국문화, 일본문화 등과 같은 다른 문화와는 확연하게 구별될 만한 것이었다.

## 영향
서브컬처는 전체적 문화로부터 상대적으로 구별되는 독자성을 가지는 문화이기 때문에, 이 문화에 참여하는 사람들에게, 지배적인 전체문화 속에서는 채울 수 없는 욕구를 충족시켜주는 역할을 할 때가 많다. 또, 그들에게 심리적인 지주(支柱) 구실을 하는 경우도 적지 않다. 동시에 다양한 서브컬처의 존재는 문화의 획일화를 방지하고 문화에 동태성과 활력을 불어넣는 작용을 한다.
서브컬처와 전체문화, 또는 주요문화 사이의 기능적 관계는 대개의 경우 상호 보완적이다. 즉, 서브컬처는 그 독자성을 통해 지배적인 문화구조를 보완하고, 이의 유지·존속에 공헌하는 경우가 많다.
그러나 지배적 문화에 대립·저항하는 대항문화(counter culture)로서의 작용을 하는 일도 있다. 즉, 서브컬처의 독자성이 강하여 그 내용이 지배적 문화에 대하여 비판적·적대적이며, 더욱이 그것이 사회에서 어느 정도의 영향력을 가지게 될 때에는 대항문화로서 작용, 지배적 문화구조의 동요와 변동을 유도함으로써 새로운 문화형성의 계기가 되기도 한다. 가령, 히피의 활동과 신좌익운동이 등장한 1960년대 후반부터 1970년대 전반의 선진적 산업사회에서의 청소년문화에서는 그와 같은 대항문화적인 성격을 확실히 찾아볼 수 있다.

## 같이 보기
- 문화
- 대중문화